# Corticaria ferruginea
Corticaria ferruginea là một loài bọ cánh cứng trong họ Latridiidae. Loài này được Marsham miêu tả khoa học năm 1802.